# Talbot (Oregon)
Talbot (korábban Ruby) az Amerikai Egyesült Államok északnyugati részén, Oregon állam Marion megyéjében elhelyezkedő önkormányzat nélküli település.
Névadója a Ruby család. Névegyezőség miatt később felvette Guy W. Talbot, az Oregon Electric Railway igazgatóhelyettesének nevét.

## Fordítás
- Ez a szócikk részben vagy egészben  a   Talbot, Oregon című angol Wikipédia-szócikk ezen változatának fordításán alapul.  Az eredeti cikk szerkesztőit annak laptörténete sorolja fel. Ez a jelzés csupán a megfogalmazás eredetét és a szerzői jogokat jelzi, nem szolgál a cikkben szereplő információk forrásmegjelöléseként.